# 毛内效
毛内 效（もうない いさお、1884年10月12日 - 1936年5月16日）は日本の海軍軍人。最終階級は海軍少将。

## 経歴
青森県青森市出身。弘前藩士毛内嘉胤の三男として生まれる。兄は陸軍少将毛内靖胤。弘前中学（現・青森県立弘前高等学校）、海軍兵学校（33期）、海軍大学校を経て、海軍大学校教官を務めた。佐世保海軍艦船部長、武蔵特務艦長、天龍、那珂、陸奥、尻矢、大泊艦長などを歴任した。航海術の権威で昭和7年（1932年）侍命となった。退役後は太平洋漁業会社顧問として、北洋漁業に関わった。

## 栄典
- 1907年（明治40年）2月12日 - 正八位[1]